# Sakae Takahaši
Sakae Takahaši (japonsko 高橋 栄), japonski nogometaš.
Za japonsko reprezentanco je odigral eno uradno tekmo.